# 国連防災機関
国連防災機関（こくれんこくさいぼうさいきかん、United Nations Office for Disaster Risk Reduction (UNDRR)）は、1999年に設立された国際連合事務局の組織。本部はジュネーヴ。2019年5月1日から機関の名称が「国連国際防災戦略事務局」（United Nations International Strategy for Disaster Reduction (UNISDR)）から「国連防災機関」（United Nations Office for Disaster Risk Reduction (UNDRR)）へ変更された。
国連総会は1990年代を「自然災害軽減のための国際的な10年」（International Decade for Natural Disaster Reduction、略称IDNDR）と定め、国際防災戦略(ISDR)は、これを継承する国際戦略とされてきた。2005年から2015年までは、2005年に国連防災世界会議で採択された「兵庫行動枠組2005-2015」(Hyogo Framework)が同戦略の基本文書とされ、2015年以降は「仙台防災枠組2015-2030」(Sendai Framework)を国際的な防災枠組の基本文書として推進を担当する機関として役割を果たしている。

## 経緯
国際防災の十年(IDNDR)事務局の後継組織として、2000年の国連総会決議54/219により設置。当初は国連機関を中心とする防災タスクフォース(IATF/DR)の事務局という位置づけであったが、その後2005年の第2回国連防災世界会議（兵庫県神戸市）において兵庫行動枠組が採択されるとともに、その推進体制強化のため、防災タスクフォースを改組して2007年に防災グローバルプラットフォームが設置されたことを踏まえ、現在は、同プラットフォームを中核とした様々な国際防災戦略の推進メカニズム（＝ISDRシステム）全体の事務局という役割を担う。
2015年3月には第3回国連防災世界会議が仙台市で開催され、「仙台防災枠組2015-2030」が成果文書として採択され、4つの優先行動と7つのターゲットが合意された。

## 任務
国連ISDRの任務は、2001年の国連総会決議56/195によって、「国連システム内における防災調整の窓口」及び「国連システム・地域機関の防災活動と社会経済・人道分野における諸活動との連携の確保」と定められている。また、兵庫行動枠組採択後の事務次長報告A/60/180では、(1)兵庫行動枠組の推進、(2)防災意識の醸成と情報共有、(3)防災グローバルプラットフォームの支援、(4)国連システム内における防災政策の窓口、(5)国連防災基金の管理の5点を国連ISDRの役割として挙げている。

### 「自然災害軽減のための国際的な10年」
国連総会での1989年12月22日の決議44/236の採択により、1990年1月1日より「自然災害軽減のための国際的な10年」が国連によって開始された。 この10年間は、特に地震、津波、洪水、地滑り、火山噴火、干ばつ、イナゴの侵入、およびその他の自然起源の災害などの自然災害によって生命、財産の破壊および社会的および経済的な混乱を減少させることを基本的な目的として、開発途上国における国際的な協調活動を通して、自然災害による人命の損失、財産の被害、社会的および経済的な混乱を減らすことを目的とした。 この戦略の活動を支援するため、UNDROと緊密に連携して、ジュネーブの国連事務所に事務局を設置。

### 仙台防災枠組2015-2030

#### 4つの優先行動
1. 災害リスクの理解
2. 災害リスク管理のための災害リスクガバナンスの強化
3. レジリエンスのための災害リスク軽減への投資
4. 効果的な対応のための災害準備の強化と回復・復旧・復興に向けた「より良い復興」

#### 7つのターゲット
2030年を期限とする次のようなターゲット。
1. 地球規模での災害死者数を実質的に減らす。2005年から2015年までと比べ、2020年から2030年には10万人当たりの死者の減少を目指す。
2. 地球規模での災害による被害を受ける人々の数を減らす。2005年から2015年までと比べて、2020年から2030年には10万人当たりの被害者数の減少を目指す。
3. 地球規模でのGDP（国内総生産）に関連し、災害を直接の原因とする経済的損失を減らす。
4. 保健や教育施設など重要なインフラへ損害や基本的サービスの破壊を、レジリエンス（回復力・強靭性）の開発を通じて、実質的に減らす。
5. 国レベルおよび地方自治体レベルにおいて、災害リスク軽減戦略を策定する国を実質的に増やす。
6. 本枠組の実施に向けた国レベルの活動を補完するために、発展途上国への十分で持続可能な支援を通じた国際協力を実質的に強化する。
7. 人々による多様な災害への早期警戒システムと災害リスク情報および評価の入手やアクセスを実質的に増やす。